# Diloma nigerrima
Diloma nigerrima, common name the bluish top shell, là một loài ốc biển, là động vật thân mềm chân bụng sống ở biển, trong họ Trochidae, họ ốc đụn.

## Hình ảnh

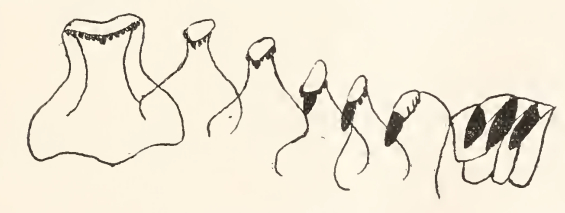
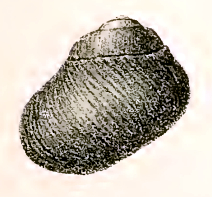
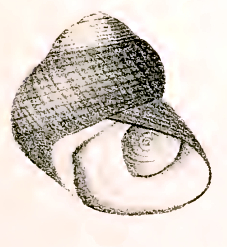